# Puerto de Haifa
El puerto de Haifa (en hebreo: נמל חיפה‎) es el mayor de los tres principales puertos marítimos internacionales de Israel, donde se incluyen el Puerto de Ashdod y el Puerto de Eilat. Tiene actividades militares, industriales y comerciales.

## Descripción
Tiene un puerto natural de aguas profundas que opera durante todo el año y sirve tanto a buques de carga como de pasajeros. 
Anualmente más de 22 millones de toneladas de mercancías pasan por el puerto. Más de 1000 personas trabajan en el puerto, con un incremento de hasta 5000 cuando los cruceros de placer recalan en Haifa.

## Ubicación
El Puerto de Haifa, está situado al norte del barrio Centro de Haifa, adyacente al Mar Mediterráneo y se extiende cerca de 3 km a lo largo de la costa central de la ciudad.